# Oh!sama TV
Oh!sama TV（オー! サマ ティーヴィー）は2005年からキングレコードが運営しているストリーミングTVサイト。PV、オフショット、インタビューを配信している。

## コンテンツ一覧
- J-POP/ROCK PV
- 演歌/歌謡曲 PV
- オリジナル番組（旧レギュラープログラム）
- KINGドレミファどん! インタビュー
- KINGドレミファどん! イベント報告
- 映像（映画予告）

## オリジナル番組(旧レギュラープログラム・スペシャル番組)配信一覧
2021年1月4日現在
- 王様ロックTV
- 林原めぐみのTokyo Boogie Night（林原めぐみ）
- angelaのsparking!talking!show!（angela）

## 過去に配信されていた番組
- DVDのじかん（八木小緒里／毎月1日更新）
- Cafe de Uemura（植村花菜）
- YONEKURA KING!（米倉千尋）
- 俺様TV（冠徹弥）
- おいちゃんの演歌&歌謡曲だよ!（おいちゃん／更新日不明）
- METAL FRONTIER（毎月1日更新）
- Venus-Beat TV[1]
- MUSIC KING（毎月21日更新）
- 喫茶 黒うさぎ〜秘密の小部屋〜（田村ゆかり／毎週金曜日）[2]